# Siddipet
Siddipet es una ciudad y municipio situada en el distrito de Siddipet en el estado de Telangana (India). Su población es de 66737 habitantes (2011), y 114091 en su área metropolitana. Se encuentra a 116 km de Hyderabad, la capital del estado.

## Demografía
Según el censo de 2011 la población de Siddipet era de 66737 habitantes, de los cuales 33164 eran hombres y 33173 eran mujeres. Siddipet tiene una tasa media de alfabetización del 80,22%, superior a la media estatal del 67,02%.